# Tonel (futebolista)
António Leonel Vilar Nogueira Sousa é o nome completo do defesa central mais conhecido como Tonel. Ele é um jogador de futebol português e nasceu a 13 de Abril de 1980. Começou por representar o Futebol Clube do Porto, passando também pela Académica de Coimbra e C.S. Marítimo, antes de se juntar ao plantel do Sporting Clube de Portugal na época 2005/2006, com uma duração de contrato de 2 anos. Em 2007, renovou por mais 4 anos com o Sporting (até 2011).

## Palmares
- 2x Supertaça Cândido de Oliveira - 2007, 2008
- 2x Taça de Portugal - 2006/07, 2007/08
- 3x Liga Croata - 2010/11, 2011/12, 2012/13
- 2x Taça Croata - 2010/11, 2011/12
- 1x Supertaça Croácia - 2010

## Títulos Camadas Jovens
1x Campeonato da Europa Sub-18 -1999

1x Nacional Juniores B - 1997/98